# La Position de l'escargot
Pour plus de détails, voir Fiche technique et Distribution.
La Position de l'escargot est un film franco-canadien réalisé par Mishka Saal (alias Michka Saäl), sorti en 1999.

## Fiche technique
- Titre : La Position de l'escargot
- Réalisation : Mishka Saal
- Musique Jean Derome
- Production Jeannine Gagné
- Pays d'origine :  Canada,  France
- Date de sortie : 1999

## Distribution
- Mirella Tomassini : Myriam
- Victor Lanoux : Dédé (père de Myriam)
- Pascale Montpetit : Madeleine
- Dino Tavarone : Marco ("vieil ami")
- Henri Chassé : Théo
- Jude-Antoine Jarda : ?
- ? : Lou ("jeune poète-squatter")